# 한국의 역사에 대한 오해 목록
한국사 상식의 오류와 진실은 한국사에서 그동안 잘못 알려진 상식을 모아놓은 문서이다.

## 고대
- 오늘날 고조선(古朝鮮)은 보편적으로 이성계의 조선과 구별하기 위해 붙여졌다고 알려져 있으나, 실제로는 조선이 건국되기 전에 일연이 펴낸 《삼국유사》에서도 고조선이라 불렸다. 《삼국사기》의 위만조선조와 고조선조가 나뉜 것으로 보아 일연은 위만조선과 단군조선을 구분키 위해 고조선이란 용어를 사용한 것으로 보인다.[1][2]
- 일반적으로 고려(高麗)라고 하면 후삼국시대 이후에 고구려를 계승한 통일 왕국 고려만을 떠올린다. 그러나 “고려”라는 호칭은 장수왕대 이후(5세기 중엽 이후) 후대 고구려에서 국호로 사용했으리라 여겨지고 있다. 중원고구려비 등에 고려라는 국명을 기록하였다.[3] 8세기 초 중국 당나라 학자 서견(徐堅)이 그의 동료들과 함께 지은 백과사전 《초학기》(初學記)에서 “고래가 새끼를 낳은 뒤 미역을 뜯어먹어 산후의 상처를 낫게 하는 것을 보고 고려인들이 산모에게 미역을 먹인다.”라고 기록했다.[4] 당시 고려는 이미 멸망한 고구려를 가리킨다.

- 고구려에서 가장 넓은 영토를 통치한 왕은 흔히 광개토왕이라고 알려져 있다. 하지만 고구려에서 최대 영토를 이룩한 왕은 문자명왕이다.[5] 문자명왕은 광개토왕의 증손자로, 광개토왕과 장수왕이 이루어놓은 고구려의 전성기를 잘 구가하고 유지해 나갔다. 광개토왕은 “땅을 넓힌 왕”이란 뜻이고, “넓은 땅을 통치한 왕”이라는 뜻은 아니다.

- 고구려 을지문덕은 살수대첩 때 강물을 이용해 적을 몰살했다고 알려져 있으나, 실제로는 강물을 이용했는지 알 수 없다. 적어도 《삼국유사》와 《삼국사기》에서는 전투 과정에 대한 설명이 없고, 《신증동국여지승람》에서는 “물이 얕은 줄 알고 건너다가 물에 빠져 죽은 시체가 많았다.”라는 요지의 내용이 칠불사(七佛寺) 창건 설화로서 실려 있을 뿐이다.[6][7]
- 백제 의자왕이 삼천궁녀를 거느렸다는 이야기는 유명하지만, 실제로 궁녀가 삼천 명이었다는 뜻은 아니다. 의자왕 치세를 기록한 19세기 이전의 모든 역사서에 몇 명인지 밝히지 않았다.[8]
- 백제 의자왕의 나이(595에서 599년 사이 출생[9][10])와 관련하여 사극 등에서 의자왕이 너무 젊게 나와 시청자로 하여금 오해하게 만들기도 한다.[11] 의자왕은 7세기에 태어났다고 여겨지는 흥수·성충·계백 등보다는 더 일찍 태어났다. 또한 《삼국사기》 흑치상지 열전에서는 의자왕을 노왕(늙은 왕)이라 일컬었다.[12]

## 남북국
- 남북국(南北國)은 남한과 북한이 아니라 신라와 발해이다. 남국은 신라이고, 북국은 발해를 말한다. 남북국이라는 용어를 처음 사용한 사람은 1784년 《발해고(渤海考)》를 저술한 실학자 유득공이다.[13]
- 신라가 삼국 통일을 하였다고 알려져 있으나, 김부식의 《삼국사기》나 일연의 《삼국유사》에는 그러한 표현이 나타나지 않으며, 고려의 후삼국 통일에 대해서 “통일”이라고 밝히고 있다. 고려·조선 시대에도 역시 신라의 삼국통일이라는 용어는 쓰이지 않았다고 한다. “신라의 삼국통일”이라는 용어의 시원은 조선사편수회라는 주장이 있다.[14] 진흥왕 순수비 등에서는 단순히 “통”(通)이라고만 밝히고 있다.
- 발해 영토로 흡수된 두막루(豆莫婁)라는 나라는 중국사가 아니라 한국사의 일부로 여겨진다. 두막루는 5세기 중엽 부여가 고구려에게 멸망당하던 시기를 전후하여 그 유민들이 나하(那河)를 건너 송화강의 북쪽 지역에 세운 나라이다. 중국의 《위서》와 《신당서》에 따르면, 두막루는 스스로 북부여의 후계라고 말했고, 지배 집단은 예맥족으로 구성되어 있었고, 풍습은 부여와 매우 유사했다고 기록되어 있다.[15]
- 발해를 멸망시키고 926년 거란족이 세운 괴뢰 정부의 이름은 '동단국'이 아니라 동란국이다. '東丹國'에서 '丹'은 '단'이라고 읽지 않고 '란'이라고 읽는다. 동란국은 동쪽에 있는 거란국이라는 뜻이다. '契丹國'을 '거단국'이라고 하지 않고 '거란국'이라고 부르는 것과 같은 이유이다.[16]
- 발해는 만주 지역을 다스린 한국의 마지막 국가가 아니다. 발해 멸명 후 후발해, 정안국, 올야국, 흥요국, 대발해(대원국) 등 발해 유민들이 세운 많은 나라가 있었다. 특히 정안국(定安國)은 986년 거란에 멸망당하기 전까지 열만화, 오현명의 2대 왕에 걸쳐 48년간 지속되었다.[17]

## 고려
- 고려장(高麗葬)은 “노인을 땅에 생매장하거나 산에 버리는 장례”라는 의미에서는 한국에서 존재하지 않은 풍습이다. 그와 비슷한 장례 문화와 풍습이 있다는 말도 이전의 역사서에서 전혀 나타나지 않고, 국권 침탈기의 친일적인 인물의 기록과 일제 강점기의 몇몇 기록에만 나타난다.[18] ‘고려장’의 이야기는 일제 때 일본인들이 오래된 옛 무덤을 도굴하기 위하여 날조한 유언비어라는 설이 유력하다.[19][20] 고려장이라는 용어에 대한 최초 기록은 “후하게 장례를 치른다. 사람이 죽으면 금은보화를 넣은 다음 돌로 쌓아 봉토하고 묘지 주변에는 소나무와 잣나무를 심었다”라는 《삼국지》 위서 동이전의 기록이다.[18] “노인을 생매장하는 풍습”으로서 고려장에 대한 최초 기록은 미국의 작가 그리피스(William Elliot Griffis)가 일본에 머물면서 쓴 《은자의 나라》에 나타난 “한국 고대 사회에서 노인을 산 채로 묻어버리는 고려장이 성행…”이라는 내용이다.[18][20] 한국 기록으로는, 일제 때 인물 심의린이 저술한 《조선동화대집》에 수록된 “노부를 내다버린 자”라는 내용이 역사 기록상 처음 확인되었고, 책이 저술된 때가 일제가 극심하게 도굴하던 시점과 일치하던 때이다. ‘인생 칠십 고려장’이라는 말도 당나라 시인 두보의 〈곡강시〉 중 ‘인생 칠십 고래희’가 음이 비슷하여 와전된 것이다. 더구나 노모를 지게에 진채 산에 올라 깊은 산중에 노모를 버린 아버지의 아들이 아버지가 늙으면 아버지를 져다 버릴 것이다 하여 스스로 지게를 가지고 하산하려는 모습을 보고 노모를 버린 아버지가 자신의 어리석음을 깨닫게 된다는 이야기는 본래 중국의 〈효자전〉이 이야기의 출처고, 또한 사신이 문제를 내고 버려진 노모가 풀었다는 〈어머니의 지혜〉로 전해져 오는 이야기는 인도의 〈잡보장경〉 ‘기로국연조’가 원전이다.

- 서희가 말로써 요나라 대군을 물리쳤다는 말(→서희의 담판)은 사실이지만, “오로지 말로만” 요나라 대군을 물리쳤다는 말은 틀리다.[21] 요나라 장수 소손녕이 승전을 거듭하였고, 결국 청천강 남쪽의 안융진(安戎鎭)을 공격하다가 중랑장 대도수(大道秀)에게 패배하게 되자, 비로소 고려와의 담판에 응하게 되었고,[21] 그때 서희가 나서서 담판을 짓고, 압록강 동쪽 280리 땅(흔히 강동 6주)의 “영유권”을 얻었다.[22] 다시 말해 대도수의 활약과 서희의 담판이 어우러져 이루어진 결과이지, 서희의 담판만으로 이루어진 결과는 아니다. 서희의 담판이 가진 역사적 의의는 강동6주의 획득보다는 당시 동아시아 최강국 요나라를 최종적으로 외교담판을 통해 물리쳤다는 데 있다.[23] 한편 강동6주는 여진의 땅이었기에 요나라로부터 직접 받은 게 아니라, 고려가 그곳을 점령할 경우 요나라가 간섭하지 않고 영유권을 인정하겠다는 말뿐이었다.[23] 993년 제1차 고려-거란 전쟁을 마치고 994년 고려가 여진족과 싸워 이겨 강동6주를 획득하였다.[23]

- 귀주대첩에서 강감찬(당시 71세)은 강물을 막았다가 터뜨려 요군(거란군)을 몰살했다고 알려져 있으나, 실제로는 강물과는 멀리 떨어진 평야의 전투이다. 귀주대첩 때의 승리 요인은 《고려사》에서 “2월에 … 갑자기 남쪽으로부터 비바람이 몰아치자 그것을 이용해 남쪽으로부터 공격하였다.”라고 밝히고 있다.[24] 《고려사》 내용에 따르면, 강물을 이용한 전투는 제3차 고려-거란 전쟁의 첫 번째 전투인 흥화진 전투이다. 또한 귀주대첩에서 거란군이 고려군보다 더 많았다는 말도 사실과 다르며, 귀주대첩 때 요군(거란군) 10만에 고려군 20만 8천여 명으로, 고려군이 2배 이상이었다.

- 원나라가 지배하던 시기에 고려의 왕의 시호에 ‘충’자를 붙였다. 최초로 ‘충’자를 붙여 칭한 왕이 충렬왕으로 교과서[25] 등에 나와 있지만, 실제로는 고려 고종이다. 1310년(충선왕 2년) 원나라에서 충선왕의 3대 조상을 추증하여 시호를 내렸는데, 고려 고종에는 충헌(忠憲), 원종에는 충경(忠敬)을 추시(追諡)하였고, 그리고 충선왕의 아버지에게는 충렬(忠烈)을 시호로 내렸다.[26] 고려 고종과 원종이 죽은 뒤 고려에서 시호를 올린 뒤 나중에 충헌과 충경이라는 시호를 원나라에서 또 내렸으나, 충렬왕과 충선왕은 고려에서 올린 시호가 없고 원나라에서 내린 시호만 있다.

- 고려 때 문익점이 원나라에 사신으로 갔다가 강남 지방에 유배되었다가 돌아오면서 목화씨를 붓두껍에 숨겨서 몰래 들여왔다고 알려져 있으나, 이는 오해이다. 문익점이 원나라에서 돌아오면서 목화씨를 들여온 것은 사실이지만, 몰래 숨겨서 들여오지는 않았다. 문익점의 공로는 목화씨 유입과 목화 재배로 한반도 섬유 산업을 발전시킨 일이며, 그것을 후대 사람들이 치하하면서 “문익점의 목화 밀수설”과 같은 전설이 만들어졌다.[27]

- 최영은 “황금 보기를 돌같이 하라.”라는 말을 남기지 않았다. 《고려사》〈최영열전〉에 따르면, 최영이 16세 때에 그의 아버지가 죽을 무렵에 남긴 말, 곧 “최영의 아버지” 최원직이 남긴 말이다. 노래 〈한국을 빛낸 100명의 위인들〉(박문영 작곡·작사)의 가사는 사실과 다르다.[28]

## 조선
- 함흥차사를 조선 태조 이성계가 죽였다는 이야기가 널리 알려져 있다. 그러나 이는 사실이 아니며, 적어도 《조선왕조실록》에서 차사로 보내진 사람을 이성계가 죽였다는 기록은 보이지 않았다. 오히려 차사를 태종 이방원이 보내지 않아 섭섭하다고까지 이성계는 말하였다.[29] 함흥차사 가운데 차사의 직분을 수행하다 죽은 사람은 박순, 송류(宋琉)이며, 모두 조사의의 난 때 조사의 일파를 설득하러 갔다가 그들에게 붙들려 죽었다.
- 흔히 남대문은 일제가 붙인 명칭으로 알려져 있지만, 숭례문을 지을 때부터 불린 이름이다.[30]
- 흔히 세종(1397년생)은 태종의 셋째 아들이라고 말하지만, 이것은 엄밀히 말해 틀리다. 태종의 아들 가운데  장남, 차남, 삼남은 모두 어려서 죽고, 양녕대군은 1394년, 경녕군은 1395년[31], 효령대군은 1396년에 태어났고, 세종은 그 다음에 태어났다. 정확히 말해 세종은 태종의 일곱째 아들인 동시에 태종과 원경왕후의 여섯째 아들이다.

- 독도라는 이름은 조선 세종 때부터 있던 말이 아니다. 적어도 《세종실록》〈지리지〉에는 독도라는 말이 나타나 있지 않으며, 우산도(于山島)라는 이름으로 나와 있다.[32] 노래 〈독도는 우리 땅〉의 가사는 실제와는 다르다.
- 사육신은 보통 하위지, 성삼문, 유응부, 박팽년, 이개, 유성원을 떠올리지만, 사실 여기에는 유응부가 아니라 백촌 김문기가 들어가야 한다는 주장이 있다. 사육신은, 단종 복귀 운동에 가담한 사람 중 중요한 위치에 있던 사람 6명을 가리키며, 1977년 국사편찬위원회는 유응부랑 김문기를 둘 다 사육신에 넣었고,[33] 그로 말미암아 사육신은 여섯 명이 아닌 일곱 명이 되었다.
- 흔히들 홍길동은 홍길동전에만 등장하는 상상의 인물로 많이 알고 있는데, 이는 사실이 아니다. 《연산군 일기》에 나타난 홍길동(洪吉同)은 조선 연산군 시대 큰 도적이라고 불린 강도 무리의 수괴(首傀)이며, 실존 인물이다. 즉, 지금으로 말하면 범죄단체의 두목 정도였다. 후대에 홍길동의 이야기를 바탕으로 허균이 《홍길동전(洪吉童傳)》을 지었는데, 그 주인공은 홍길동(洪吉童)으로 실존 인물이 아니다. 사람들은 이 둘을 자주 착각하지만 서로 다른 존재이다.[34]
- 거북선이 세계 최초의 철갑선인지는 알 수 없다. 현재는 임진왜란에서 활약한 거북선에 철갑이 씌어 있었다는 기록은 있으나, 조선 태종 때 처음 만들어진 거북선에 철갑이 씌어 있었다는 기록은 없다. 즉, 임진왜란 당시의 거북선은 철갑선이다. 현재까지 철갑선의 최초 발명자는 알려져 있지 않으며, 전투에 처음 사용한 사람은 오다 노부나가이며, 구키 요시타카가 건조한 철갑선이 이시야마 전투에서 처음 등장합니다.
- 조선 후기에 당쟁이 격심하여 셀 수 없이 많은 사람이 정치적 이유로 죽었다고 알려져 있으나, 사실 무근이다. 정치적 이유로 당쟁이 격심했던 기간(조선 숙종 때부터 영조 초기)인 약 50년 동안 79명이 죽었을 뿐이며, 다른 나라의 정변보다 훨씬 적은 수가 죽었다.[35]
- 왕의 시호에 ‘충’자를 붙이는 일은 고려의 원 간섭기에만 있던 일이 아니고, 조선에서도 일어난 일이다. “충선 선문장무신성현인명의정덕 대왕”(忠宣 宣文章武神聖顯仁明義正德 大王)은 조선 효종에게 붙여진 시호이며, 시호 맨 앞의 충선(忠宣)은 효종이 죽자 청나라에서 내린 시호이다.
- 〈대동여지도〉를 만든 김정호가 옥사했다는 말이 조선총독부에서 발간한 《조선어독본(朝鮮語讀本)》제5권 4과에서 처음 나왔지만, 사실과는 다르다. 1905년 이전에 편찬된, 김정호에 대해 기록한 문헌에는 김정호가 옥에 갇혔다는 기록조차 없다.[36][37] 한편 《조선어독본》에서 주장했던 그 당시에 조선에는 제대로 된 지도 한 장이 없어서 김정호가 백두산을 10번이나 오르내리며 대동여지도를 제작했고, 김정호가 힘들게 제작한 지도를 조선정부에 바쳤으나 지도의 중요성을 인식하지 못하고 있던 대원군은 김정호를 옥에 가두고 대동여지도의 판목을 모두 압수하였고, 또한 지도의 중요성을 몰랐던 조선정부가 무시했던 김정호의 업적은 일본이 조선을 통치하기 시작한 뒤에야 비로소 인정을 받게 되었다는 내용은 모두 사실무근이다. 또한 목판 소각설은 《조선어독본》에서도 나오지 않는 내용으로 그 뒤에 추가되었으리라 여겨진다.[38]

- 한국에서 세워진 최초의 근대적인 병원은 1885년에 의사 앨런에게 세우게 한 광혜원으로 알려져 있으나, 실제로는 1877년 1월 일본이 해군 군의였던 야하라를 파견하여 부산에 세운 제생의원(濟生醫院)이다. 광혜원은 한국에서 한국인이 세운 최초의 근대적인 병원이다.[39]

## 일제 강점기
- 1919년 3월 1일에 3·1 운동 때 민족대표 33인이 독립선언서 낭독에 모두 참여하지는 않고, 29인만 참여했다. 또한 애초에 처음 약속 날짜는 3월 3일이었으며, 약속 시간도 정오가 아닌 오후 2시에 모이기로 하였다. 실제 민족대표 29인의 독립선언서 낭독은 정오(낮 12시)나 오후 2시가 아닌 오후 3시에서 4시 사이에 이루어졌다.[40] 그러므로 “기미년 삼월 일일 정오”라고 밝힌 〈삼일절 노래〉는 사실과 다르다.[32]
- 송병준(노다 헤이지로(野田平次郞))은 창씨개명 제1호로서 알려져 왔다. 그러나 그는 일제 강점기에 창씨개명한 사람 제1호[41]이고, 창씨개명 제1호는 1880년 10월에 아사노 도진(淺野東仁)으로 개명한 이동인이다.[42]
- 황국신민의 서사는 1937년 10월 2일 당시 조선총독부 학무국 사회교육과장 김대우가 썼다고 알려져 있다. 그러나 문안의 실제 작성자는 이각종이고, 김대우는 결재를 올린 사람이다.[43][44]

## 해방 이후
- 북위 38도선은 소련이 요구하여 만들어진 분단선이 아니다. 소련은 당시에 북위 40도 이북만을 허용해도 좋다고 여겼고, 미국이 38도를 제의하자 받아들였을 뿐이다. 또한 애초에 미국은 4국 분할을 고려하였다.[45]
- 신탁 통치는 소련의 정책이 아니라 미국의 일관된 정책이었다. 당시 소련은 전쟁으로 파괴된 소련을 복구할 자원을 한반도에서 공급받기를 바랐을 뿐 정치적 지배는 고려하지 않았다.[46]
- 공무원의 정치적 중립 조항(대한민국 정당법 53조와 국가공무원법 84조)은 공무원이 스스로 정치적으로 중립을 지키지 않았기 때문에 생긴 법률이 아니다. 3·15 부정선거 당시 이승만 정권이 공무원에게 선거에 개입하여 부정선거를 저지르게 명령했기 때문에, 그 이후 정권에서 공무원의 정치 개입을 명령하지 못하게 막기 위한 조치로써, 공무원의 정치적 중립권을 보장하기 위해 만들어진 조항[47]이다. 대한민국 헌법재판소가 2014년 3월 17일 판결한 “정당가입 금지조항은 공무원의 정치적 중립을 보장하고, 교육의 중립성을 확보한다는 점에서 입법목적의 정당성이 인정된다”며 “이 조항은 당원이 되는 행위를 금지할 뿐 그 정당에 대한 지지를 밝히거나 선거에서 투표를 하는 활동은 허용하고 있어 침해의 최소성 원칙에 벗어나지 않는다”라고 하였으나,[48] 입법목적이 공무원 스스로 중립을 지키느냐 아니냐가 아니라는[47] 사실을 간과하고 있다. 즉, 헌법재판소는 “공무원의 정치적 중립 권리”를 “공무원의 정치적 중립 의무”로 해석하였다.

## 참고 자료

### 서적
역사 서적
- 《삼국유사》 = 일연 (1281년). 《삼국유사》.
- 《신증동국여지승람》 = 이행, 윤은보, 홍언필 등 (1530년). 《신증동국여지승람》. 전 55권 55책.

참고 서적
- 《［이규태의 개화백경 6］ 오로지 교육만이 살 길이라》 = 이규태 (2001년). 《［이규태의 개화백경 6］ 오로지 교육만이 살 길이라》. 조선일보사. ISBN 89-7365-308-3.
- 《실록 친일파》 = 임종국 (1991년). 《실록 친일파》. 반민족문제연구소 엮음. 돌베개. ISBN 89-7199-036-8.
- 《이것이 한국 최초》 = 김은신 (1995년). 《이것이 한국 최초》. 삼문. ISBN 978-89-8540-735-9.
- 《한국사 새로 보기》 = 신복룡 (2001년). 《한국사 새로 보기》 초 2쇄판. 서울: 도서출판 풀빛. ISBN 89-7474-870-3.
- 《한국사 상식 바로잡기》 = 박은봉 (2007년). 《한국사 상식 바로잡기》 초 1쇄판. 서울: 책과함께. ISBN 978-89-91221-31-4.
- 《한국사를 뒤흔든 위서》 = 김삼웅 (2004년). 《한국사를 뒤흔든 위서》 초 2쇄판. 서울: 인물과사상사. ISBN 89-88410-91-2.

### 웹 문서
- 한국민족문화대백과사전

한국어 위키문헌에 이 글과 관련된 원문이 있습니다. 삼국유사

## 같이 보기
- 세계사의 오류와 진실
- en:List of common misconceptions: 상식의 오해 목록